# Kowaczewci (obwód Pernik)
Kowaczewci (bułg. Ковачевци) – wieś w Bułgarii, w obwodzie Pernik, siedziba administracyjne gminy Kowaczewci. Według danych szacunkowych Ujednoliconego Systemu Ewidencji Ludności oraz Usług Administracyjnych dla Ludności, 15 czerwca 2020 roku miejscowość liczyła 363 mieszkańców.

## Osoby związane z miejscowością

### Urodzeni
- Georgi Dimitrow (1882–1949) – bułgarski działacz komunistyczny
- Dimityr Iwanczew – bułgarski rewolucjonista, czetnik Krystja Łazarowa[2] i Krystja Tanewa[3]